# 노랑목큰귀박쥐
노랑목큰귀박쥐(Lampronycteris brachyotis)은 주걱박쥐과에 속하는 박쥐의 일종이다. 멕시코 남부 지역부터 브라질까지의 남아메리카와 중앙아메리카에서 발견된다. 노랑목큰귀박쥐속(Lampronycteris)의 유일종이다. 과식성 및 식충성 동물이며, 해발 700m까지의 저지대 숲에서 발견된다. 해가 진 후 2시간 이내에 가장 많은 활동을 하며, 자정 이후에 다시 활동을 한다.